# 圆心角

角AOB为圆O的圆心角

圆心角，指顶点在圆心上的角，因为顶点在圆心上，所以角的两边与圆的半径共直线。

## 定理
圆周角为圆心角的½。

## 延伸阅读
- 圆周角

## 外部連結
- . Math Open Reference. 2009  [2013-12-30]. （原始内容存档于2018-06-12） （英语）. 於網際網路資料庫
- . Math Open Reference. 2009  [2013-12-30]. （原始内容存档于2014-01-10） （英语）. 於網際網路資料庫
- Inscribed and Central Angles in a Circle（页面存档备份，存于） （英文）